# Noetia ponderosa

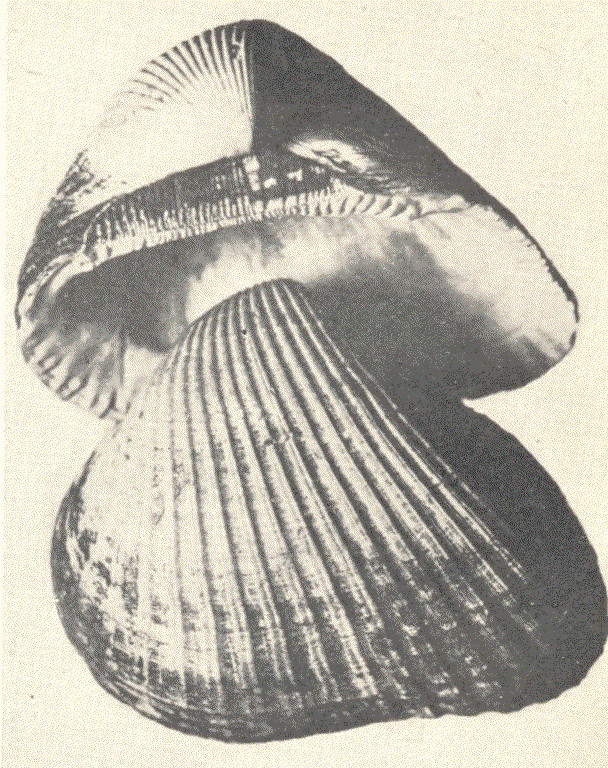
Noetia ponderosa, hier besonders gut sichtbar die zu den Wirbeln ansteigende Area.

Noetia ponderosa ist eine Muschel-Art aus der Familie der Noetiidae in der Ordnung Arcida. Das Verbreitungsgebiet der Art reicht von Virginia bis Yucatán.

## Merkmale
Die gleichklappigen Gehäuse sind 5 bis 7 cm lang und im Umriss schief-dreieckig. Sie sind ungleichseitig, die Wirbel stehen deutlich vor der Mitte bzw. bis etwa ein Drittel vom Vorderrand entfernt. Die Wirbel sind sehr hoch. Das Gehäuse ist stark gebläht (oder dick). Der Dorsalrand ist vergleichsweise kurz. Der Vorderrand ist gerundet und geht ohne Bruch in der Rundung in den Ventralrand über. Der Hinterrand ist fast gerade und fällt schräg ab. Der Hinterrand geht mit enger Rundung in den Ventralrand über. Vom Wirbel zieht ein ausgeprägter Kiel zum unteren Hinterrand. In adulten Tieren wird der Byssus zurückgebildet. 
Das Ligament ist breit und auf den Wirbelbereich beschränkt. Die Schlossplatte ist schwach gebogen. Das Schloss ist taxodont mit zahlreichen gleichförmigen Zähnchen. Die Zähnchen werden zum Hinterende hin deutlich größer und stehen dann zunehmend schräg. Zum Vorderende hin werden die Zähnchen dagegen nur wenig größer. Die Klappen sind innen am Ventralrand gezähnelt. Der hintere und vordere Schließmuskel sind etwa gleich groß.
Die Schale ist sehr dick und das Gehäuse entsprechend schwer. Die Klappen sind auf der Außen- und Innenseite weiß. Die Ornamentierung besteht aus 27 bis 31 kräftigen, radialen Rippen, die mittig längs gefurcht sind. Das dunkelbraune bis fast schwarze Periostracum ist vergleichsweise dick und faserig und kann die Rippen fast verdecken.
Die Weichteile sind rötlich durch den Blutfarbstoff Hämoglobin. In den USA werden sie daher auch blood clams (Blutmuscheln) genannt. Sie besitzen keine Siphonen. Sie werden bis etwa 15 Jahre alt.
Rechte und linke Klappe des gleichen Tieres:

Rechte Klappe
Linke Klappe

## Geographische Verbreitung von Lebensweise
Die Art ist an der amerikanischen Ostküste von Virginia bis Florida, und im Golf von Mexiko bis zur Halbinsel Yucatan verbreitet. Die Tiere leben auf Sand- und Grobsandböden, oft in der Nähe von Felsen oder Steinen. Oft dienen sie Hornkorallen als Hartgrund, da sie im Adultstadium frei auf den Sandböden liegen.

## Fortpflanzung
Die Tiere sind getrennt geschlechtlich. Die Geschlechtsprodukte werden ins freie Wasser abgegeben, wo die Befruchtung stattfindet. Die Zahl der Eier, die bei einem Laichvorgang abgegeben wurden, wurde bei zwei weiblichen Tieren auf über 11 Millionen berechnet. Die korallenroten Eier sind mit einem Durchmesser von 65 µ recht klein. Nach der Befruchtung schlüpfen daraus Trochophora-Larven. Bereits nach einem Tag wird ein D-förmiges erstes Gehäuse (Prodissoconch I) gebildet, die Dorsallänge beträgt 65 bis 70 µm bei einer Gesamtlänge der Larve von 80 bis 85 µm. Die Larve ist nun einen Veliger-Larve. In zwei Tage alten Larven beträgt die Dorsallänge bereits 75 bis 80 µm (Gesamtlänge 95 bis 105 µm). Bei einer Größe von 150 bis 160 µm bildet sich der Wirbel aus. Bei einer Länge von 180 bis 185 µm bildet sich kurzzeitig ein Augenfleck aus, der wieder verschwindet. Bei einer Gesamtlänge von 185 bis 210 µm metamorphosieren die Larven und gehen zum Bodenleben über. Die beiden Larvenstadien sind planktotroph. Der Fuß ist kurz und abgestumpft. Er kann schon Byssus ausscheiden, mit dem sich die junge Muschel an einem Hartgrund anheften kann. Die Tiere werden bis zu 15 Jahre alt.

## Taxonomie
Das Taxon wurde 1822 von Thomas Say als Arca ponderosa vorgeschlagen. Die Typusart der Gattung Noetia Gray, 1857 ist Noetia triangularis, ein jüngeres Synonym von Noetia ponderosa (Say, 1822). Gattung und Art werden von MolluscaBase als gültige Taxa akzeptiert. MolluscaBase gibt die folgenden Synonym: Arca contraria Reeve, 1844, Arca elegans R. A. Philippi, 1847 und Arca largilliertiana Nyst, 1848.

## Kommerzielle Bedeutung
Noetia ponderosa wird an der Ostküste der USA mittels Dredgen im kleineren Stil gefischt. In Virginia waren es beispielsweise in den 1990er Jahren etwa 2 bis 10 Tonnen pro Jahr.